# Séminaire du Saint-Esprit
Le séminaire du Saint-Esprit, maison-mère de la congrégation du Saint-Esprit, est un ensemble de bâtiments comprenant une chapelle, inscrit monument historique, situé 28-30 rue Lhomond dans le 5e arrondissement de Paris.

## Histoire
La communauté des Spiritains, fondée en 1703 à Paris par Claude Poullart des Places s’est installée en 1732 rue des Postes, actuellement rue Lhomond, dans des bâtiments aménagés par l’architecte René Baudoin.
À partir de 1777, le séminaire forme des prêtres-missionnaires pour les colonies françaises.
Une chapelle est édifiée de 1778 à 1782 par l’architecte Le Camus de Mézières remplacé par Chalgrin.
Le séminaire est fermé en 1792. Ses bâtiments vendus en 1796 sont utilisés par une fabrique de papier puis en 1813 par l’École normale supérieure. La communauté est revenue en 1822 dans ses anciens locaux qui constituent la maison-mère de la congrégation du Saint-Esprit, et dont la maison généralice est désormais à Rome. 
La congrégation (revivifiée après la révolution par François Libermann et désormais composée de prêtres et frères) forme un ensemble international de communautés missionnaires présentes dans une soixantaine de pays, surtout en Afrique, mais aussi en Europe, Amérique du Nord et du Sud, Asie et Australie.

## Architecture et décors
Le grand bâtiment à l’angle des rues Lhomond et Rataud, édifié en 1732, comporte intérieurement de nombreux éléments d’origine, dont les massives charpentes, et un grand escalier avec rampe en fer forgé. La façade de la chapelle avec le bâtiment sur rue du 28 rue Lhomond, œuvres de Chalgrin, est ornée d’un bas-relief de François Duret La prédication et le baptême par les missionnaires comportant 26 personnages.
L’intérieur de la chapelle a été peint et décoré en 1876-1878. Les stalles proviennent de l’abbaye Notre Dame du Gard.

Façade et cour
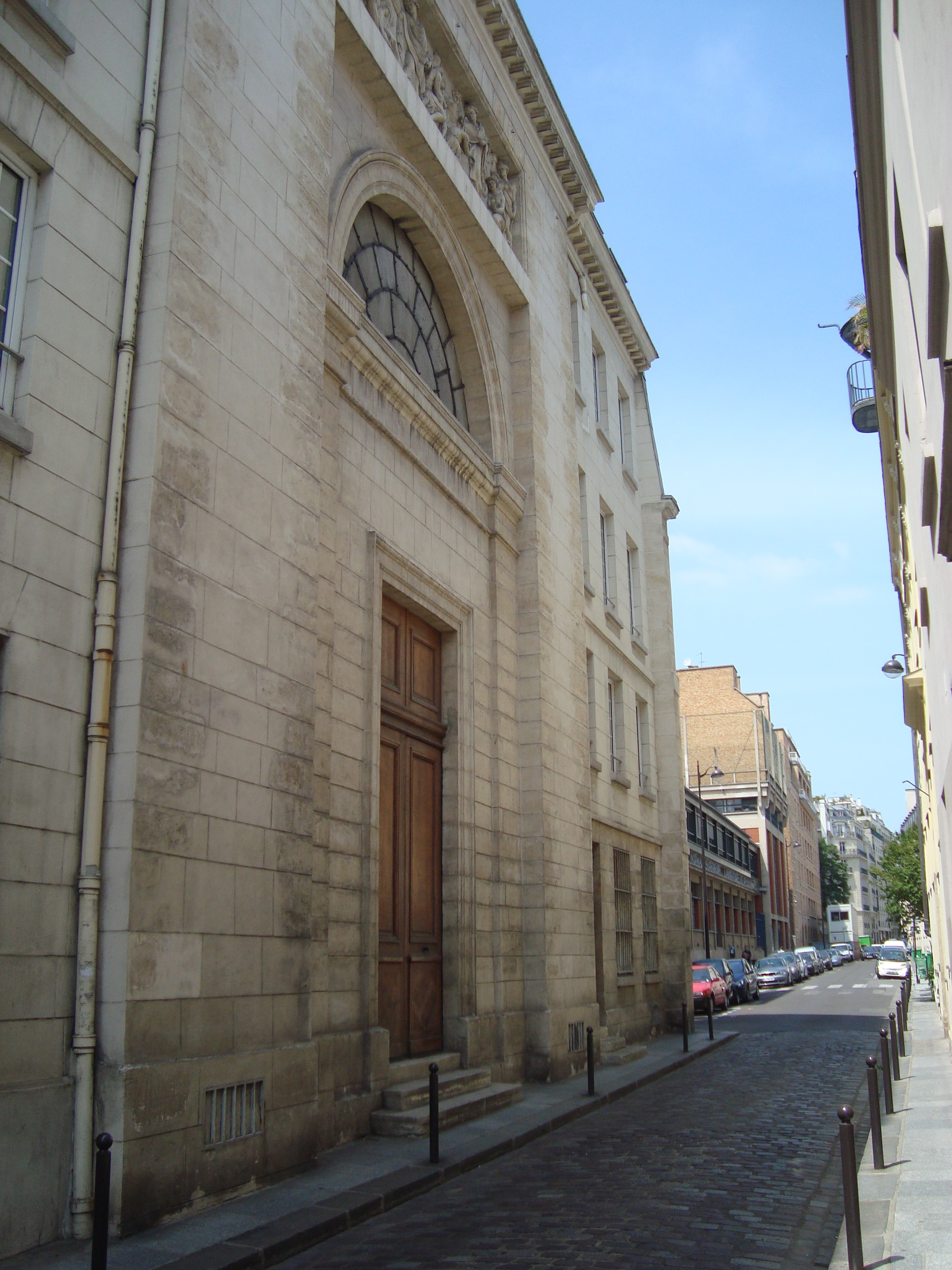
Façade de la chapelle.
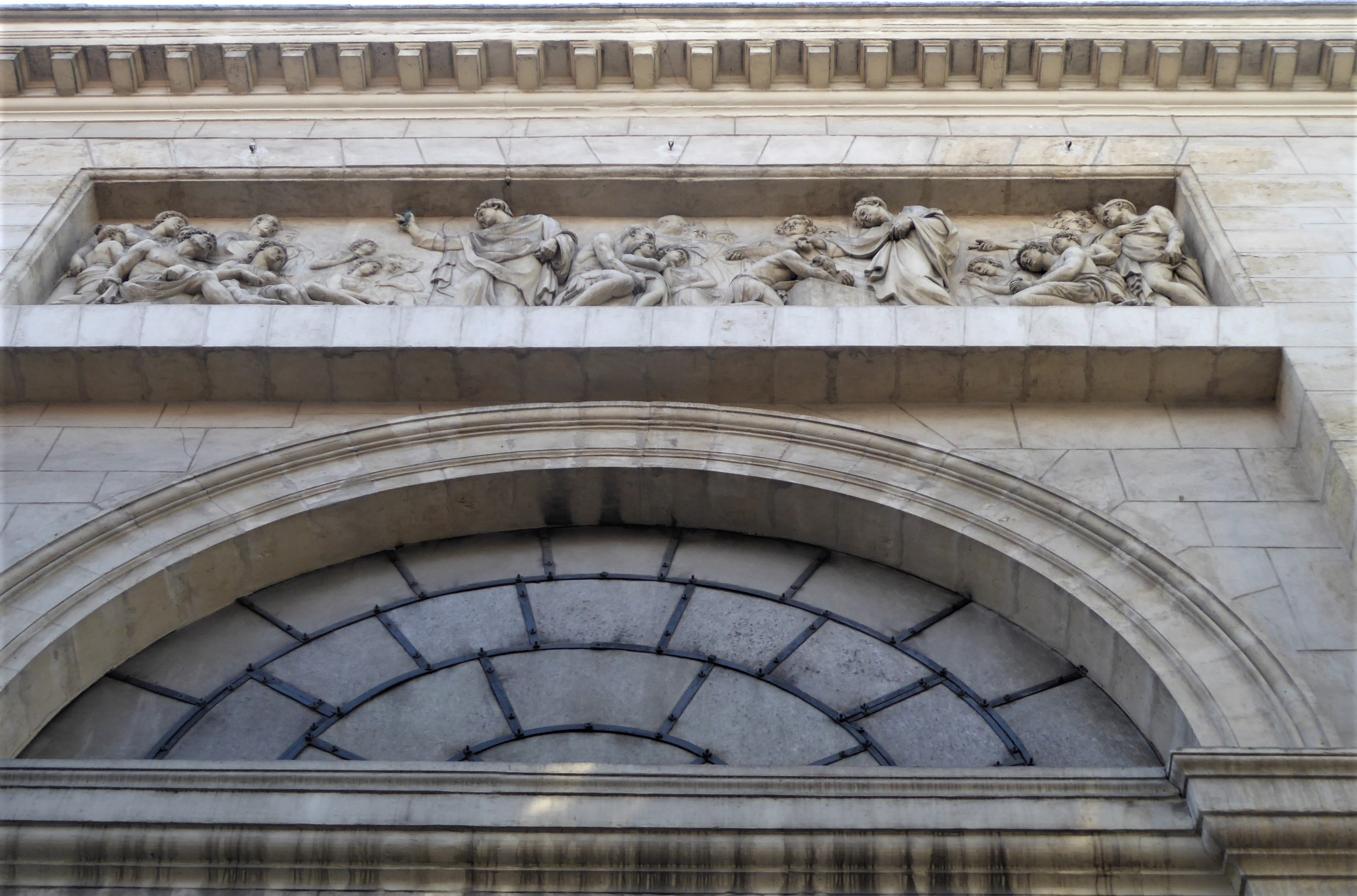
Frise sur la façade de la chapelle
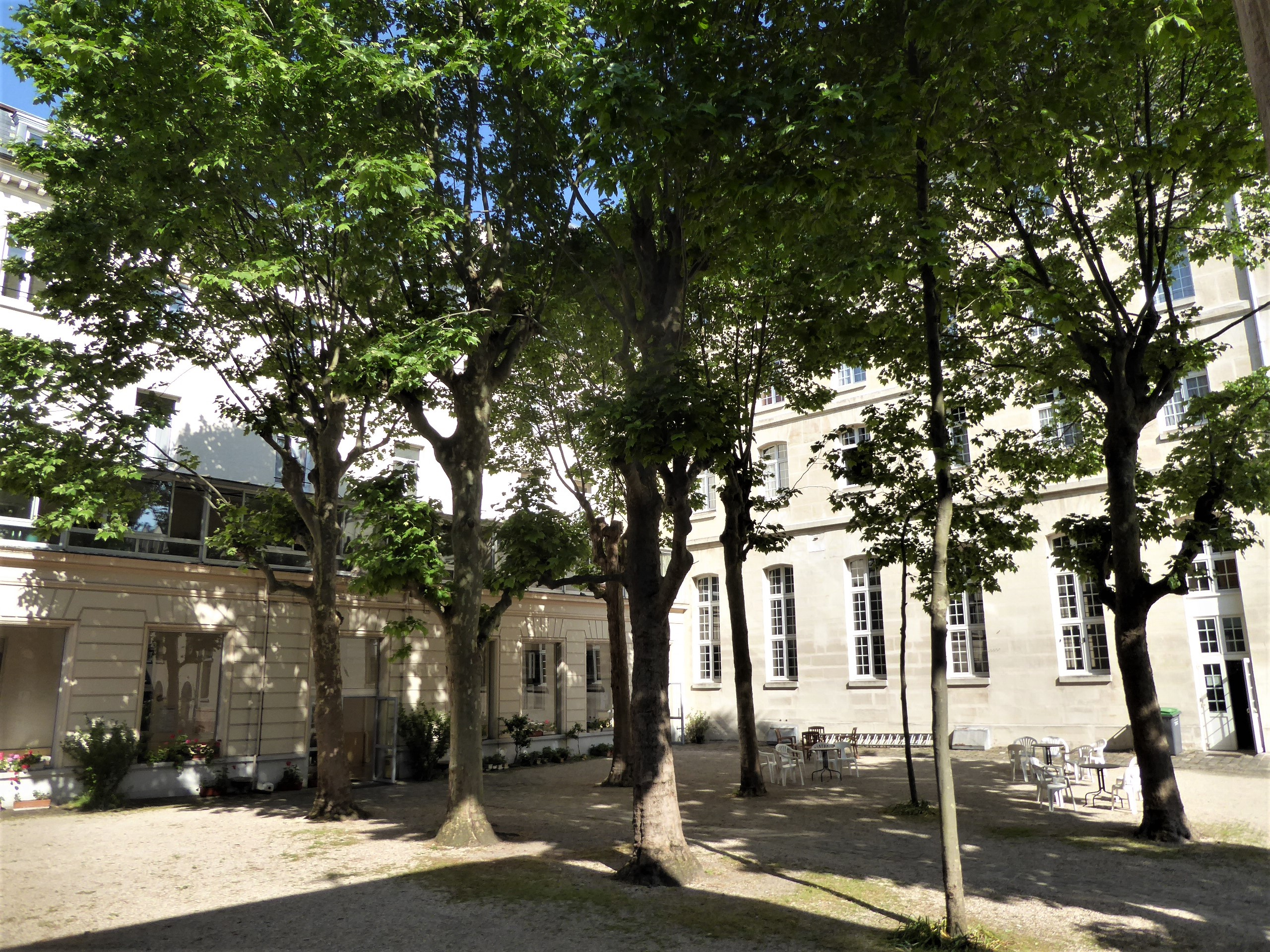
Cour intérieure.

Intérieur du séminaire
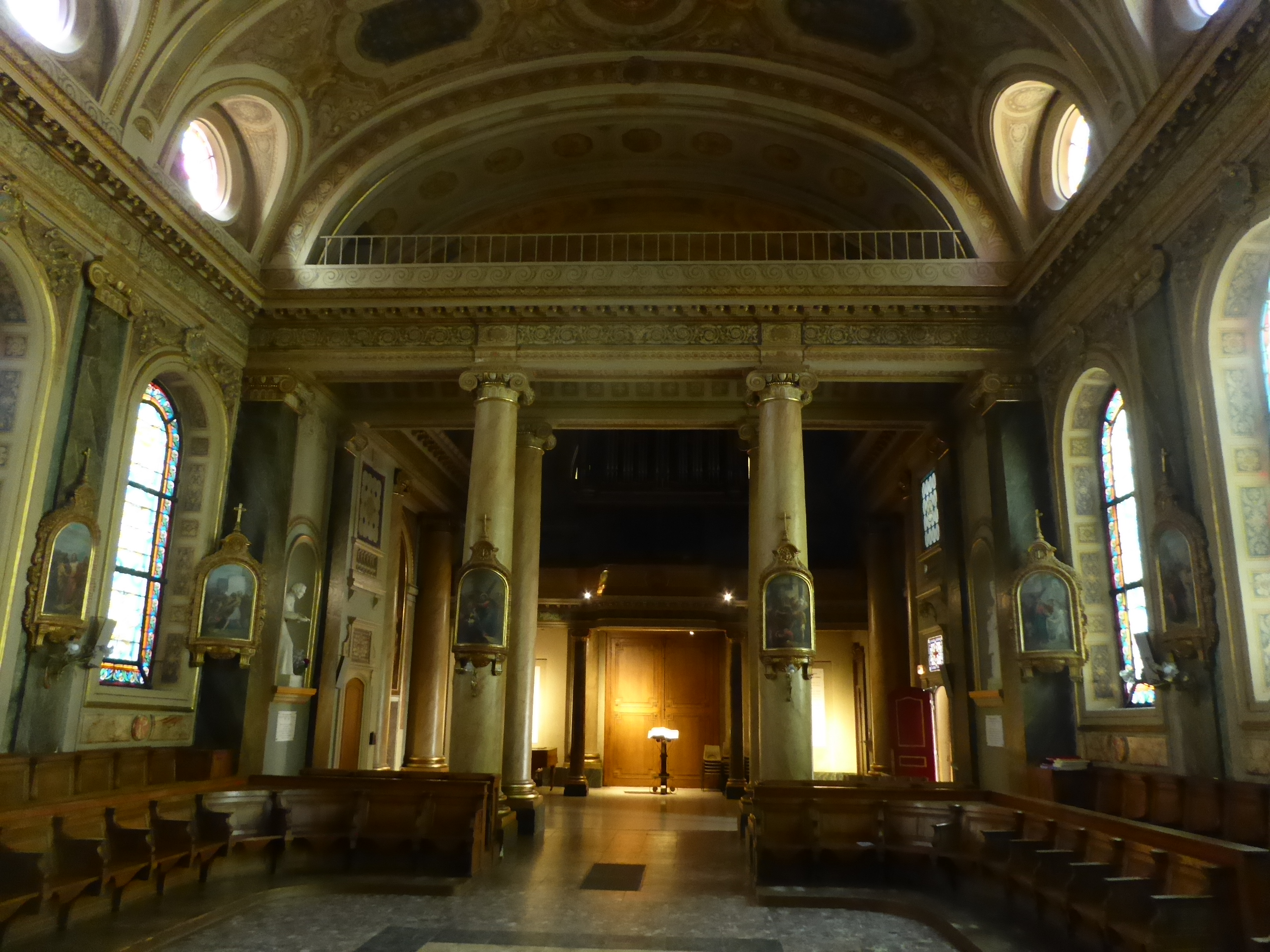
Chapelle de Chalgrin (jubé).
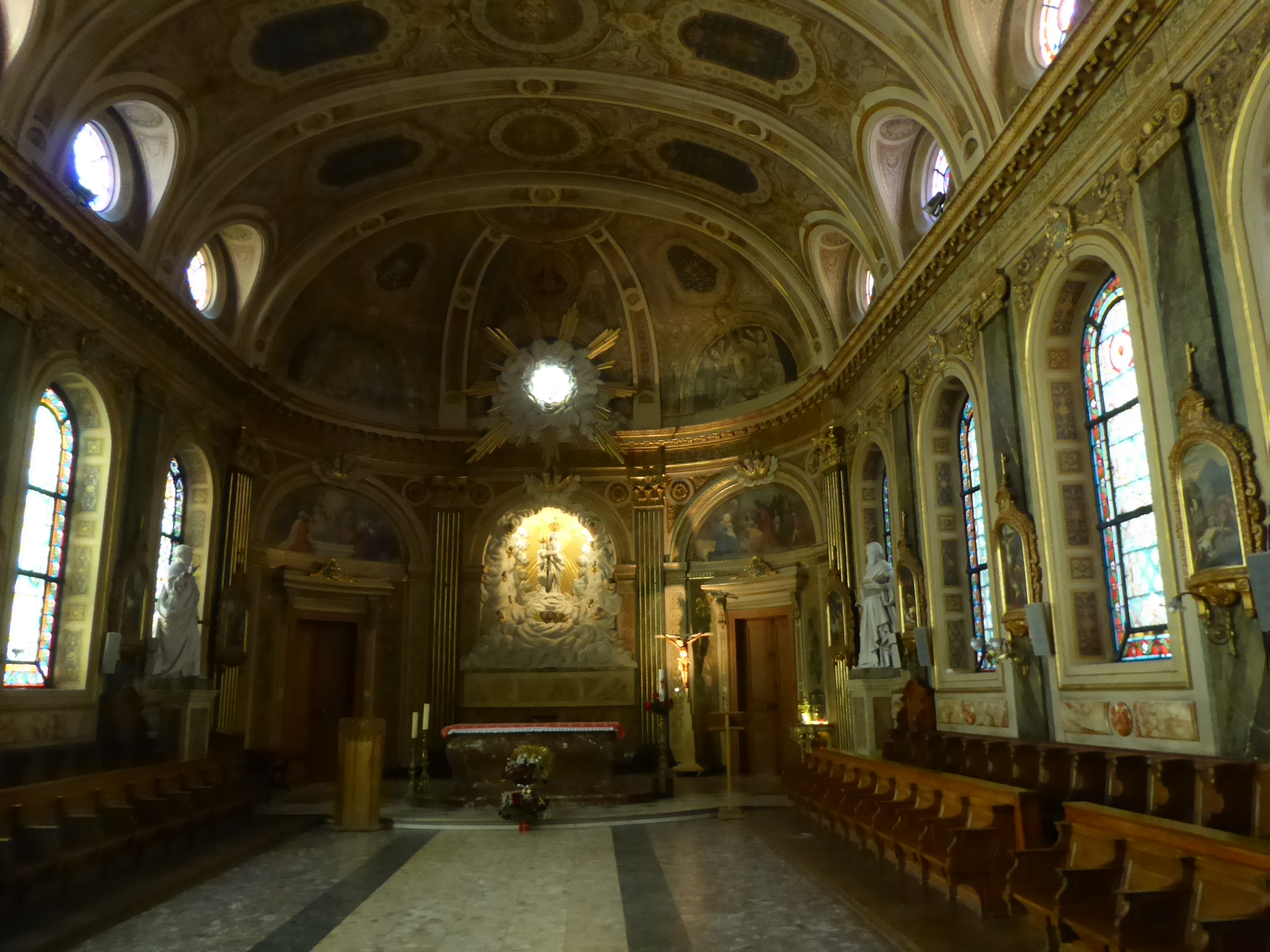
Chapelle (chœur)
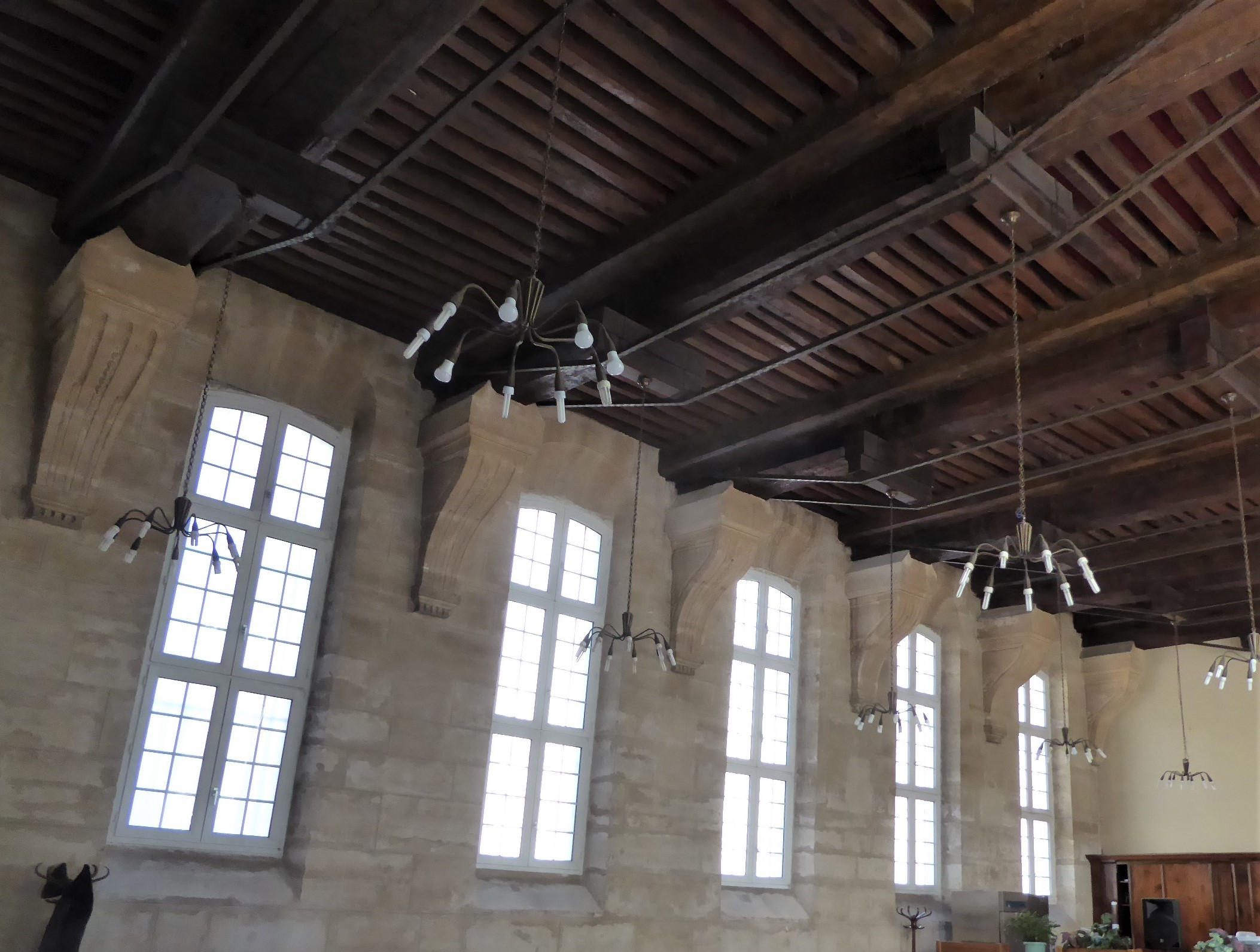
Réfectoire.